# Ley Foral del Vascuence

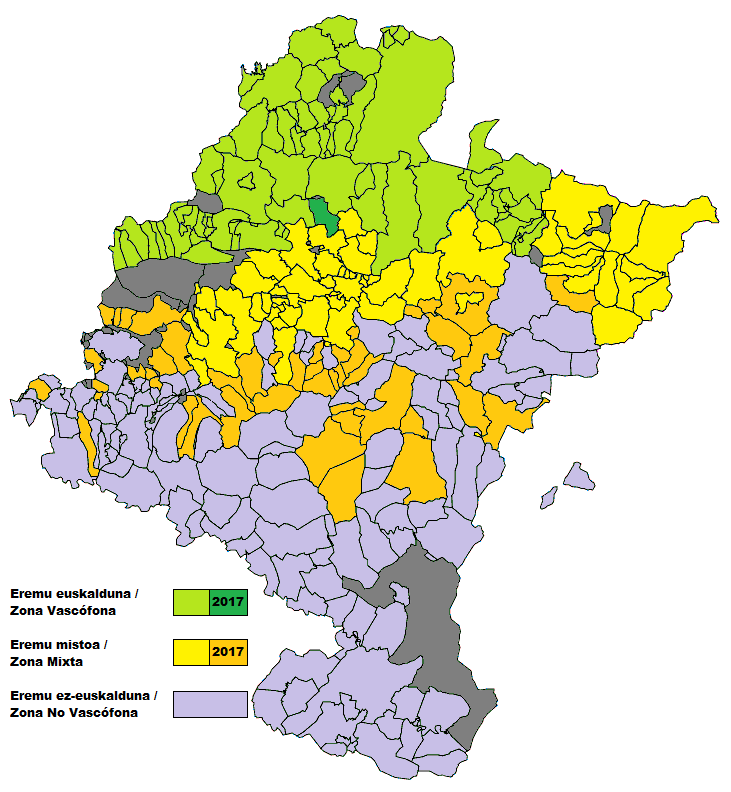
Verdeling van gemeenten tussen de Baskischsprekende zone, gemengde zone, en niet-Baskischsprekende zone.

Percentage inwoners die het Baskisch goed spreken (2001). In het wit schaarsbewoond gebied.

De Ley Foral del Vascuence (Baskisch: Euskararen Foru Legea, vrij vertaald: Regionale wet van het Baskisch) is een Spaanse wet die de status van de Baskische taal reguleert voor overheid en onderwijs in de autonome regio Navarra. De wet werd door het Parlement van Navarra aangenomen op 15 december 1986.
De wet heeft als doel het recht om Baskisch te leren en te spreken te beschermen, het hernieuwde gebruik van de Baskische taal te bevorderen, en het gebruik en onderwijzen van de taal (op vrijwillige basis) te garanderen. Hiervoor is Navarra verdeeld in drie gebieden (zonas):
- Zona vascófona, de Baskischsprekende zone, waarin het Baskisch samen met het Spaans officiële status geniet. De taal wordt breed gebruikt en onderwezen.
- Zona mixta, de gemengde zone, waarin het Baskisch geen officiële status heeft, maar wel in zekere mate bevorderd wordt en bescherming geniet, maar minder dan in de Baskischsprekende zone.
- Zona no vascófona, de niet-Baskischsprekende zone, waarin geen maatregelen ter bevordering van het Baskisch gelden.